# Praia de Flexeiras
Flecheiras é um praia brasileira localizada na cidade de Trairi no estado do Ceará.
Localizada a  130 km de Fortaleza, é um importante destino turístico do litoral oeste do Ceará, que oferece belas paisagens, tranquilidade e boa infraestrutura. Flecheiras tem a forma de uma enseada e a maioria das pousadas ficam perto do mar.